# 剣〈銘國永/〉
剣銘國永（けん めいくになが）は、平安時代末期の山城国京都五条の刀工である国永作の剣。三条派の特徴を持つ数少ない剣の優品で、日本国の重要文化財に指定されている。所在不明であったが、令和4年に愛知県で発見され、現在は個人が所蔵している。正式な重要文化財指定名称は縦書きであり、一行の途中で二段構えとしているため、技術的制約から、剣〈銘國永／〉のように記載される場合もある。

## 特徴
刃長32.1センチメートル、元幅1.8センチメートル、茎長9.7センチメートル。両鎬造、細身で鎬高く平肉つき、剣頭の張らない剣である。地鉄は板目肌に柾目が交じり、地沸（じにえ）がよくつく。刃紋は浅い湾れ刃（のたれば）に小乱れ交じり、小足入り、匂深く、小沸（こにえ）つき、所々に金筋がかかる。帽子（切先の刃紋）は鎬に焼き詰める。彫り物は表裏に鎬樋（しのぎひ）を掻き流す。茎（なかご）は生ぶ、尻は先栗、目釘孔は一つ、鑢目（やすりめ）は勝手下がりに鷹羽、檜垣が交じる。銘は佩表の目釘孔の下中央に「國永」と切る。
剣は古今東西で柄よりも長い刃を持つ諸刃の刃物を指す名詞であるが、日本刀の分類における剣は、上記に加え、切先から区（まち）までが両刃となり、鎬筋を軸として概ね線対称となる反りのない造り込みを指す。剣は、古墳時代頃から日本において製作されていた様式であるが、5世紀以降は片刃の直刀が台頭したことで武器としての使用は廃れ、その後は主に儀礼用や寺社への奉納用として使用されていく。本剣が製作された平安時代末期は既に彎刀の太刀が武器として直刀に換わり台頭しており、本剣も後者として使用されていたことが想起される。
本剣は、平安時代末期に山城国京都の五条にて鍛冶を営んでいた国永（五条国永）の作である。国永は山城伝初期の刀工である三条宗近の流れを汲む三条派の刀工であり、太刀においては、腰反り、小切先で身幅狭い優美な作風が特徴である。本剣も、鎌倉時代中期以前の造り込みが見られ、三条派の作風がよく表れており、当時の剣の中でも優れた出来映えである。現在国永作とされる有銘品は稀少でいずれも優品である。太刀であれば山城国国永御太刀（名物鶴丸）（いわゆる御由緒物）を含め数口、剣は本剣が知られているに過ぎない。
文化財保護委員会は、本剣が持つ文化財としての価値を鑑み、1956年（昭和31年）6月28日に文化財保護法第27条第1項の規定により重要文化財（工芸品）に指定した（台帳・指定書番号は「工第1773号」）。指定名称中にある「國」は、1948年（昭和23年）6月1日の当用漢字字体表に基づけば「国」となるが、固有名詞として例外的に旧字体が用いられている。

## 伝来
京都の五条（当時の五条通は現在の松原通にあたる）に在住していた刀工国永の作であるが、製作の事情や伝来経緯は明らかでない。1956年（昭和31年）の重要文化財指定時は、山梨県甲府市在住の個人が所有していた。その後、1968年以前に愛媛県新居浜市在住の個人に所蔵先が移動している。2014年（平成26年）7月に文化庁が発表した国指定文化財（美術工芸品）の所在確認調査結果においては、所在不明となっており、2016年（平成28年）5月に発表された同調査結果においても引き続き所在不明とされている。令和4年に愛知県で発見され、現在は愛媛県の個人が所蔵している。